# Carl Johan Adlercreutz
Carl Johan Adlercreutz (født 27. april 1757 i Kiala gård i Nyland i Finland, død 21. august 1815 i Stockholm) var en svensk hærfører og statsmand. Kun 13 år gammel begyndte han sin militære bane. I 1789 blev han major på grund af den ualmindelige tapperhed, han viste i Krigen med Rusland 1788-90. Da den finske krig udbrød 1808, var han oberst og fik kommandoen over 2. Brigade. Kort efter blev han den finske hærs generaladjutant og kom derved til at spille en fremtrædende rolle. Under hans ledelse afbrødes tilbagetoget mod nord, og han vandt sejrene ved Siikajoki og Revolax med flere. Han var snarrådig og modig, men manglede en feltherres ro og besindighed. Snart måtte derfor den svenske hær på ny vige for overmagten, og til sidst måtte Adlercreutz i Olkijoki underskrive et forlig, som tvang den svenske hær til at rømme Finland. Adlercreutz var imidlertid blevet generalmajor og friherre. Da han 1809 kom til Stockholm, vandt han også der alles tillid ved sin åbne og redelige karakter. Dette gjorde, at han, støttet af nogle behjertede mænd, den 13. Marts 1809 vovede at fængsle kong Gustav 4. Adolf, just som har var i begreb med at forlade byen for at rejse sydarméen mod den oprørske vvestarmé under Adlersparre. Til tak overdrog rigsdagen Adlercreutz Läckö slot, og den ny konge gjorde ham til generaladjutant for arméen. I 1810 blev han statsråd, i 1811 general og i 1814 greve. I 1813 var Adlercreutz nordarméens generalstabschef i Krigen mod Napoleon, og deltog blandt andet i Slaget ved Leipzig. Også den svensk-norske krig gjorde han med som generalstabschef og arbejdede ivrigt for Mosskonventionen, for at krigen snarest mulig kunne ophøre.